# Thomas Hornsby
Thomas Hornsby (* 1733 in Durham; † 11. April 1810 in Oxford) war ein britischer Astronom und Mathematiker.

## Leben
Thomas Hornsby wurde 1733 als erstes von insgesamt vier Kindern des Apothekers Thomas Hornsby und seiner Frau Thomasin, geborene Forster, in Durham im Nordosten Englands geboren. Sein genaues Geburtsdatum ist unbekannt. Das in der Dictionary of National Biography angegebene und daher verbreitete Datum 28. August 1733 ist nicht mit dem bekannten Taufdatum 27. August 1733 vereinbar. Ebenso ist der in der Dictionary of National Biography angegebene Geburtsort Oxford nicht korrekt.

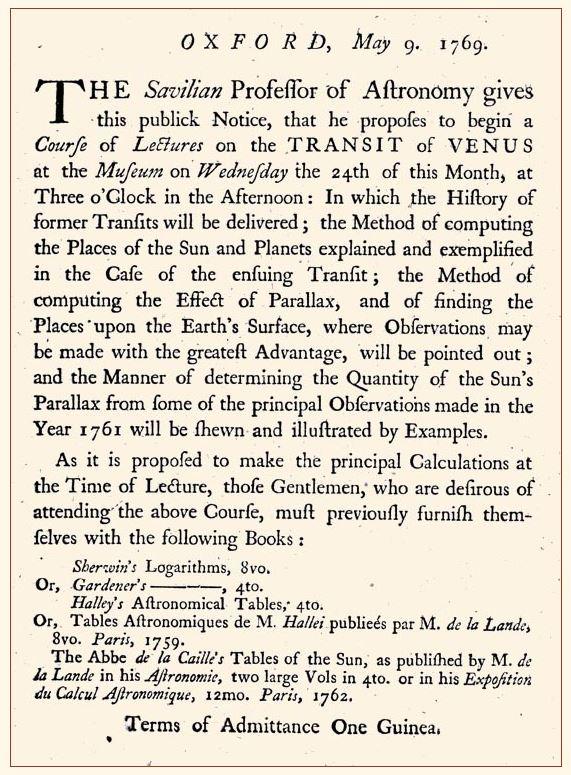
Vortragsankündigung

Hornsby studierte ab 1749 am Corpus Christi College in Oxford, wo er 1753 seinen Bachelor- und 1757 seinen Master-Abschluss erhielt und 1760 zum Fellow gewählt wurde. Nach dem Tode von James Bradley wurde Hornsby 1763 zu dessen Nachfolger auf dem Savilian Chair of Astronomy ernannt. In diesem Jahr wurde er auch in die Royal Society gewählt und seine erste Arbeit erschien in den Philosophical Transactions, eine Parallaxenbestimmung der Sonne, die hauptsächlich auf Beobachtungen des Venustransits vom 6. Juni 1761 beruhte.
Beim späteren Venustransit vom 3. Juni 1769, über dessen Bedeutung er am Ashmolean Museum sogar öffentlich vorgetragen hatte, erhielt er unter Auswertung vieler weltweit gemachter Beobachtungen einen Parallaxenwert von {\displaystyle 8'',78} und damit einen Wert für die astronomische Einheit, der schon sehr gut mit den modernen Werten übereinstimmt.
Als Inhaber des Lehrstuhls war Hornsby auch Mitglied des Board of Longitude (auf Deutsch etwa Längenausschuss), das 20.000 £ Preisgeld für eine zuverlässige Methode der Längengradbestimmung auf See ausgelobt hatte.
Die zwei konkurrierenden Lösungen waren erstens eine präzise gehende Uhr, die es so noch nicht gab und von John Harrison konstruiert wurde, und zweitens verbesserte astronomische Daten, wie sie von Tobias Mayer vorgelegt wurden. Hornsby war mit der Mehrheit des Ausschusses Anhänger der astronomischen Methode und dem Uhrmacher wurde übel mitgespielt (siehe Artikel zu  John Harrison). Nach einigen Querelen erhielt Harrison aber den Großteil des Preisgeldes, ein kleiner Teil ging an die Witwe des inzwischen verstorbenen Mayer.

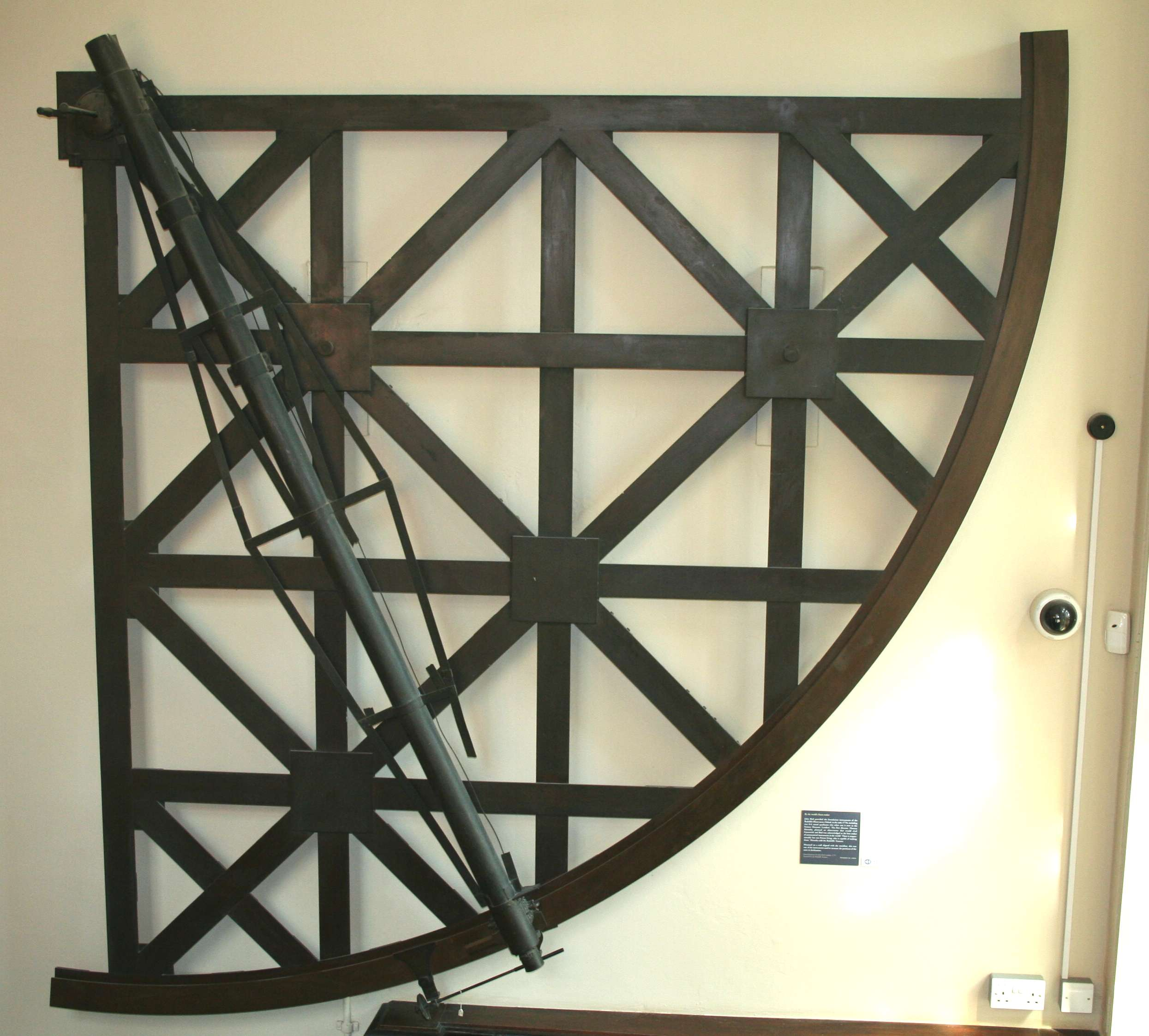
Dieser Quadrant befindet sich heute im History of Science Museum.

Hornsby war mit der instrumentellen Ausrüstung des neu errichteten Radcliffe Observatory betraut, in dessen Wohngebäude er am 17. November 1773 mit seiner Familie einzog. Dazu griff er auf den renommierten Astronomen und Hersteller wissenschaftlicher Instrumente John Bird und für den Refraktor auf John Dollond zurück und stattete das Observatorium so mit den besten Instrumenten seiner Zeit aus.
Eine sehr zeitaufwändige Aufgabe war die Herausgabe der Beobachtungen seines 1762 verstorbenen Vorgängers Bradley. Die Aufzeichnungen waren zunächst in die Hände von dessen Erben gelangt und Hornsby hatte erst gegen Ende der 1770er Zugriff auf die Daten. 1798 erschien ein erster Teil. Krankheitsbedingt kam es zu Verzögerungen und erst sein Nachfolger Abraham Robertson auf dem Savilian Chair of Astronomy konnte die Arbeit beenden. Dazu kam, dass er ab 1782 auch zum Sedleian Professor of Natural Philosophy ernannt worden war.
Hornsby war seit dem 18. August 1763 mit Ann Cherrill verheiratet. Aus der Ehe gingen zwölf Kinder hervor, von denen aber nur fünf das Erwachsenenalter erreichten. Er starb am 11. April 1810 in Oxford.

## Ehrungen
- Am 21. April 1763 wurde Hornsby zum Mitglied der Royal Society gewählt.
- 1785 wurde Hornsby in Anerkennung seiner Verdienste für die Universität der Doktortitel verliehen.[2]
- 1788 wurde Hornsby in die American Academy of Arts and Sciences gewählt.[7]
- Im Jahre 1973 benannte die International Astronomical Union den Mondkrater Hornsby offiziell nach Thomas Hornsby.[8][9]